# Exelis
Exelis est une entreprise américaine de défense et d'aéronautique, issue d'une scission de International Telephone and Telegraph opérée en octobre 2011. 

## Histoire
En décembre 2013, Exelis annonce la scission de sa branche de services destinés aux gouvernements et aux militaires.
En février 2015, Harris acquiert Exelis pour 4,75 milliards de dollars.
Le titre est retiré de cotation NYSE.